# União de Tomar
El Uniao de Tomar es un equipo de fútbol de Portugal que juega en la Primera Liga de Santarém, la quinta división nacional.

## Historia
Fundado el 4 de mayo de 1914 en la ciudad de Tomar, distrito de Santarém, ha participado en la Primeira Ligaen más de cinco temporadas; la primera de ellas fue la de 1968/69. En todas ellas siempre ha estado en zona de descenso. Es el único equipo de Santarém ha conseguido llegar a la primera división. 
También ha participado en más de 30 ocasiones de la Copa de Portugal, y  en cinco de ellas ha alcanzado los cuartos de final.

## Palmarés
- II Divisão (Zona Sur): 1

1974
- III Divisão: 1

1964/65
- Série D: 2

1982/83, 1989/90

## Entrenadores

### Entrenadores en la Primeira Liga
- 1964–1966:  Di Paola
- 1967–1970:  Oscar Tellechea
- 1970–1972:  Fernando Cabrita
- 1972–1973:  António Medeiros /  Enrique Vega
- 1973–1975:  Artur Santos
- 1975–1976:  Francisco Andrade